# Jon Bilbao Azkarreta
Juan Manuel Bilbao Azcarreta (Cayey (Puerto Rico), 31 de octubre de 1914-Gorliz, 23 de mayo de 1994) conocido como Jon Bilbao, fue un profesor, político, bibliógrafo e impulsor de múltiples proyectos para documentar y divulgar la cultura vasca.

## Biografía
Nació en 1914 en Cayey, Puerto Rico, lugar al que emigraron sus padres Matilde y Juan. Hijo único, en 1917 volvió con sus padres al País Vasco donde pasó su infancia y juventud. Estudió bachillerato en el colegio de los Padres Jesuitas en Bilbao y en el centro "Martínez Rivas" obteniendo en 1932 el título de "Bachiller en Ciencias" en la Universidad de Valladolid. Entre 1932 y 1936 vivió en la "Residencia de Estudiantes" de la Universidad Central de Madrid, donde conoció a Julio Caro Baroja. Cursó la carrera de Filosofía y Letras, en la especialidad de Historia, logrando la licenciatura en Historia Medieval de España, con latín y árabe como requisitos lingüísticos.

### II República española
Vivió con ilusión la época republicana porque soñaba que con el nuevo Estatuto de Autonomía llegara la tan deseada Universidad Vasca, y, también, por la calidad de la enseñanza impartida por profesores como M. García Morente, X. Zubiri, J. Ortega y Gasset, C. Sánchez Albornoz, J. Besteiro, Fernando de los Ríos, etc. Este último, ministro de Educación de la II República Española, le animó a profundizar en sus raíces vascas diciéndole: "Si usted quiere ser universal, métase en el alma de su pueblo". Esto le motivó a rellenar fichas buceando en la Historia Crítica de Vizcaya y de sus Fueros (1924) de Gregorio Balparda, aconsejado por el profesor José Mª Lacarra. Pero esta ilusionante época se truncó el 18 de julio de 1936 por el estallido de la Guerra Civil, mientras cumplía el servicio militar desde el 1 de junio en el cuartel de Garellano (Bilbao). Se inscribió en "Eusko Gudarosteak" (Batallones Vascos) yendo como voluntario al frente de Otxandiano (Bizkaia) tomando parte en la contienda como teniente de zapadores en los años 1936 y 1937.

### Primer exilio
El 20 de junio de 1937, tras la caída de Bilbao bajo las tropas rebeldes de Franco, huyó desde Zierbena (Bizkaia) a Baiona. Dos meses más tarde, desde Burdeos viajó a la isla de Guadalupe (Caribe), y más tarde a Puerto Rico. Durante los diez primeros años de su largo exilio, no vio a sus padres que quedaron en Getxo. En Universidad de Puerto Rico contactó con profesorado exiliado como María Zambrano, y en 1938 se matriculó en la Universidad de Harvard (Boston) a fin de conseguir una licenciatura. Pasa incontables horas en la Biblioteca Pública de Boston hurgando en diccionarios, enciclopedias y biografías inglesas a fin de rellenar las fichas que se convertirán en 1970 en la base de su monumental Eusko Bibliografia, uno de los proyectos más interesantes de la historia de la cultura vasca, e instrumento imprescindible de investigación vasca durante varias décadas.
En 1938 de Boston se trasladó a Nueva York, matriculándose en la Universidad de Columbia donde reanudó sus estudios de Madrid obteniendo la licenciatura en mayo de 1939, tras haber escrito la tesina sobre "La cultura popular en la obra de Lope García Salazar", historiador vasco del siglo XV, con el asesoramiento del profesor Federico de Onís. Realizó los cursos de Fonética y Fonología impartidos por el prestigioso catedrático Tomás Navarro Tomás. Continuó investigando en la revista vasca RIEV (Revista Internacional de Estudios Vascos) y otras publicaciones recabando información sobre sus temas favoritos: Prehistoria, Historia, Etnografía, Antropología Física y Lingüística. Por otra parte, en 1939 conectó con la Delegación Vasca y es nombrado consejero y subdelegado del Gobierno Vasco a las órdenes de Manu de la Sota. Poco después fue enviado a Boise (Idaho) a investigar las formas de vida de los pastores vascos y a recabar fondos para el Gobierno Vasco. Para ello estudió euskera vizcaíno para poder conectar mejor con los pastores que en su inmensa mayoría eran de Bizkaia. En el fondo, todos los servicios prestados por Bilbao (incluida su Eusko Bibliographia) tuvieron como última meta la lucha por la libertad y el autogobierno de Euskadi en una época delicada y muy difícil.
De 1940 a 1942 estuvo en la Universidad de California en Berkeley siguiendo los cursos de doctorado. Fue "instructor de español" en el Instituto de Lingüística de South Carolina (1942) y en Columbia University (1942-1944). En 1943 logró la ciudadanía estadounidense inscribiendo en adelante su nombre vasco Jon en el pasaporte. En 1944 su actividad se multiplica en New York: la continuación de los cursos de doctorado; las tareas de director y editor de su Eusko Bibliographia; la publicación de la revista Basques (en colaboración con M. de la Sota y A. Irala) como miembro de la Delegación Vasca; su participación prestada como representante vasco en la Oficina Belga para Iberoamérica en la lucha con el Fascismo, publicando para ello como editor asociado dos revistas: La Revista Belga (1944) y Ambos Mundos (1945-46). Por ello, finalizada la II Guerra Mundial, J. Bilbao fue condecorado como Caballero de la Orden de la Corona Belga. En 1945, tras acabar los cursos de doctorado fue designado candidato para el Ph.D. o doctorado en la Universidad de Columbia. Sin embargo, el ingente trabajo de su Eusko Bibliographia y el nuevo rumbo que marcó a su vida le impedirán escalar los últimos peldaños en la obtención de ese título.

### Regreso al País Vasco
En 1947, tras una larga década de exilio (1937-1947), J. Bilbao volvió al País Vasco continental y se avecindó en Sara (Laburdi) donde colaboró durante tres años (1947-1950) con el etnólogo J. M. Barandiaran ejerciendo de secretario en la redacción de las revistas Eusko-Jakintza. Revista de Estudios Vascos e Ikuska. En 1949, gracias al pasaporte americano, viajó a Madrid donde trabajó unos meses procesando sus fichas e investigando en las hemerotecas. En 1950 dio por finalizada una parte importante de su bibliografía que un representante oficial del Instituto de Cultura Hispánica está dispuesto a publicar a condición de que suprima las menciones relativas al nacionalismo vasco. El bibliógrafo vasco rechazó tal oferta.
Obligado por las tareas de gestión de los asuntos económicos de su familia, J. Bilbao se trasladó en 1950 a Cuba donde permaneció durante el período 1950-1954. Escribió el libro titulado Vascos en Cuba: 1492-1511, publicado en 1958 en la editorial Ekin de Buenos Aires.
En 1954 regresó a Getxo con su familia (esposa y dos hijos) incorporándose a la resistencia vasca a través de amigos cercanos al PNV. Por razones de preparación de su bibliografía, trabajó desde 1957 en Bilbao donde es detenido en 1958 por la policía franquista. Gracias a su pasaporte americano no es encarcelado pero en 1960 se le declara "persona non grata" y es expulsado del país.

### Segundo exilio
Dejando la familia en Getxo, fijó su residencia en Biarritz, pero, al cabo de un año, fue expulsado también por la policía francesa. El 8 de diciembre de 1960 decidió volver a EE UU y pasó ese año investigando en la prestigiosa Biblioteca del Congreso de Washington. Volvió en 1961 a Biarritz y durante los años 1961-1964 investigó en varios países: Francia, Gran Bretaña (Oxford), Alemania, Austria, etc., buscando más información para su bibliografía. En 1964 participó en el famoso "Contubernio de Munich" por lo que su esposa fue expulsada de España y a J. Bilbao no se le permitió entrar en ella durante seis años. En tales circunstancias volvió a los EE. UU. y, en el resto de los años que le quedan para jubilarse, su quehacer diario se centró en dos objetivos: la enseñanza y, sobre todo, el procesado del material bibliográfico. Enseña español en la Universidad de Georgetown (Washington) en 1964-1965, en la Academia Naval de Annapolis (Maryland) en 1966-1968. Además, durante los años 1965-1968 comienza a preparar para la imprenta el material procesado en tantos años.
El año 1968 fue invitado por al Basque Studies Program de Nevada en la Universidad de Reno, un año antes había sido inaugurado ese centro. Entre sus obligaciones universitarias impartió un curso de Historia del País Vasco como profesor de Estudios Vascos, y, estableció las bases de la "Basque Collection", la mejor biblioteca en la diáspora vasca. Esta joya de la "Special Collection" de la UNR es en gran medida fruto del trabajo de Bilbao; si en 1968 la biblioteca del BSP contaba con unos 3.000 volúmenes, en 1980 (año de la jubilación de J. Bilbao) esta cifra subió a unas 25.000 entradas.
En el verano de 1970 publicó en la Editorial Auñamendi (Donostia) de los Hnos. Estornés Lasa, el primero de los diez volúmenes de su Eusko Bibliographia, proyecto que abarcará unas 400.000 entradas y cuya publicación durará varios años (1970-1977). Se llegarán a vender 10.000 unidades de cada uno de los diez volúmenes alcanzando la cifra total de 100.000. Más tarde, en 1984, la UPV/EHU publicó otros tres volúmenes comprendiendo la producción bibliográfica que abarcaba los años 1976-1980.
En 1970 fue nombrado director de los "Cursos de Verano de Estudios Vascos"; en la década 1970-1980 organizó cinco de ellos en Ustaritz, Arantzazu, Loiola, Vitoria-Gasteiz y Oñate. Fue asimismo uno de los organizadores de la NABO (North American Basque Organizations, 1972). En el verano de 1971, en compañía de su colega y amigo W.A. Douglass, recorre ocho países latinoamericanos visitando universidades, bibliotecas, "euskal-etxeak" o centros vascos en busca de un abundante material que tres años más tarde se plasmará en el libro Amerikanuak. Basques in the New World (1974, Vascos en el Nuevo Mundo). Se trata de una historia de los vascos en el Oeste Americano; obra que marca un hito en la larga lista de libros publicados por la prensa universitaria de la UNR en la serie vasca, y presenta el mundo vasco sin limitaciones geográficas. Iniciador contumaz de nuevos proyectos, logra además en 1977 una beca para estudiar la emigración vasca en Filipinas adonde se desplaza para investigar en los archivos de aquellas islas. Tanto esfuerzo no podía quedar sin reconocimiento oficial y en 1977 con ocasión del homenaje tributado por la UNR se publica en Reno el libro-homenaje Anglo-American contributions to Basque Studies: Essays in honor of Jon Bilbao.

### Jubilación y vuelta al País Vasco
Tras su jubilación en la Universidad de Reno en 1980 es distinguido como "profesor emérito" en 1981. Vuelve al País Vasco lleno de ilusión para emprender dos nuevos proyectos: el Instituto Bibliográfico de Estudios Vascos y el Instituto de Estudios de la Diáspora Vasca. Durante los dos primeros años los vientos le fueron favorables gracias a las ayudas de varias entidades vascas: las tres Diputaciones, el Gobierno Vasco, las Universidades de Reno y del País Vasco y la Caja de Ahorros Municipal de Vitoria que generosamente le permitieron ubicarse en la Institución Sancho el Sabio. Se establece en su caserío-biblioteca de Getxo y semanalmente va alternando la jornada laboral entre su pueblo y Vitoria. Con el transcurso del tiempo, el Departamento de Cultura del Gobierno Vasco va disminuyendo la ayuda económica y J. Bilbao crea la "Asociación Internacional de Bibliografía Vasca" con la colaboración de destacadas personalidades de la cultura vasca. Por otra parte, en 1987 funda también la "Asociación Harrilucea de Estudios de Historia" con el deseo de abrir un museo y una biblioteca en Getxo. Desgraciadamente algunos de estos planes quedaron sin acabar. A las ilusiones y esperanzas iniciales les sucedieron la tristeza y la decepción en él y en algunos de sus amigos y colaboradores.
El 30 de marzo de 1994 J. Bilbao sufrió un derrame cerebral mientras trabajaba en Vitoria y fue ingresado en el Sanatorio de Górliz en un programa de rehabilitación. Tras un segundo ataque, del que no pudo restablecerse, falleció el 23 de mayo a los 79 años de edad.

## Obra
- Jon Bilbao. Eusko Bibliographia (10 volúmenes). Donostia. Ed. Auñamendi. 1970-1981.
- Jon Bilbao. Eusko Bibliographia (1976-1980) (3 volúmenes). Leioa. UPV/EHU, 1985.
- Jon Bilbao. Eusko Bibliographia 1981-1985. Leioa. UPV/EHU, 1996.
- Jon Bilbao. Anuario de Bibliografía 1981. Vitoria-Gasteiz. Consejo de Cultura de la Diputación Foral de Álava. 1983.
- Jon Bilbao. Vascos en Cuba 1492-1511. Buenos Aires. Ed. Ekin. 1958.
- William A. Douglass, Jon Bilbao. Amerikanuak. Basques in the New World. Reno. University of Nevada. 1975.
- Jon Bilbao. El curso de mi vida, Instituto Bibliográphico Manuel de Larramendi. 2018. Obra importante para entender su vida. Son dos volúmenes de su diario, publicados por Koldo San Sebastián.

## Legado
Desde 1969 hasta su fallecimiento ha sido director de la formación y desarrollo de una biblioteca vasca para el Basque Studies Program de la Universidad de Nevada-Reno (USA), con más de 15.000 títulos de obras y más de 400 títulos de publicaciones periódicas. Hoy es considerada la mejor biblioteca vasca en Estados Unidos y una de las mejores en su género en todo el mundo. En 1981 fue nombrado por la Universidad de Reno, Basque Studies Bibliographer Emeritus, por su labor en el campo de la bibliografía vasca.
El 11 de noviembre de 1996 se presentó la Fundación Jon Bilbao que, presidida por su hija Amale Bilbao, pretendía continuar sus trabajos. La Universidad del País Vasco publicó en 1996 el primer volumen del período 1981-1985 en colaboración con la Diputación Foral de Bizkaia.En el año 1999 la familia donó el archivo personal de Bilbao a la Diputación Foral de Bizkaia que comprende tanto bienes propiedad de la familia como aquellos pertenecientes a la Fundación Jon Bilbao y Fundación Harriluze. En el año 2000 los fondos se incorporan a la Biblioteca Foral de Bizkaia.

## Premios y reconocimientos
- 1981 Profesor emérito de la Universidad de Nevada en Reno.[1]
- 1973 Miembro correspondiente de Euskaltzaindia.[9]
- 1981 Socio de número de la Sociedad Bascongada de los Amigos del País.[1]
- 1987 Socio de honor de Euskaltzaindia.[9]
- 1988 Miembro del Hall of Fame por la Sociedad de Estudios Vascos en USA.[1]
- 1995 Doctor honoris causa a título póstumo por la UPV/EHU.[5]
- 2014 Homenaje en la Universidad de Deusto en el centenario de su nacimiento.[10]

## Vida personal
El 10 de febrero de 1945 se casó en La Habana con Marta Saralegui (hija de un benefactor de la causa vasca en Cuba) con la asistencia del Lehendakari J. A. Aguirre como padrino de boda. De este matrimonio nacieron en 1948 su hija Amale en Biarritz y en 1953 su hijo Jon en La Habana. Tras divorciarse del primer matrimonio, Bilbao volvió a casarse en Reno (Nevada) en 1985 con la estadounidense Gayle Slavin.